# 대성회
대성회(大成會)는 대한민국 제헌국회의원 선거에서 1석의 당선자를 내던 대한민국의 정당이다.
당시 당선자는 전라남도 화순군 선거구(제15선거구)에서 당선된 조국현이다.